# Río Bravo (Gwatemala)
Río Bravo – miejscowość na południowym zachodzie Gwatemali, w departamencie Suchitepéquez. Według danych szacunkowych z 2012 roku liczba mieszkańców wynosiła 10 387 osób. 
Río Bravo leży około 35 km na południowy wschód od stolicy departamentu – miasta Mazatenango. Miejscowość leży na wysokości 151 metrów nad poziomem morza, na nizinie pomiędzy górami Sierra Madre de Chiapas a wybrzeżem Pacyfiku (w odległości 45 km od brzegu). 

## Gmina Río Bravo
Miejscowość jest także siedzibą władz gminy o tej samej nazwie, która jest jedną z dwudziestu gmin w departamencie. W 2013 roku gmina liczyła 21 087 mieszkańców. Gmina jak na warunki Gwatemali jest średniej wielkości, a jej powierzchnia obejmuje 222 km². Gmina leży w sąsiedztwie departamentu Escuintla. Mieszkańcy gminy utrzymują się głównie z uprawy roli i rzemiosła artystycznego. W rolnictwie dominuje uprawa trzciny cukrowej, kawowca oraz kukurydzy i bawełny. Gmina jest znana z produkcji mydła czarnego (jabon negro), które podobnie jak inne jabon de coche znane jest nawet poza granicami Gwatemali. 
Klimat gminy jest równikowy, według klasyfikacji Köppena, należy do klimatów tropikalnych monsunowych (Am), z wyraźną porą deszczową występującą od maja do października.